# Warminster (Pennsylvania)
Warminster  è una township degli Stati Uniti d'America, nella contea di Bucks nello Stato della Pennsylvania. Secondo il censimento del 2010 la popolazione è di 32.682 abitanti.

## Società

### Evoluzione demografica
La composizione etnica vede una maggioranza di quella bianca (89,3%), seguita dagli afroamericani (3,1%) dati del 2010.
| township di Warminster Popolazione |        |
| 2000                               | 31.383 |
| 2010                               | 32.682 |